# 阿爾比嫩
阿爾比嫩（德語：Albinen）是瑞士的城鎮，位於該國南部，由瓦萊州負責管轄，面積15.48平方公里，海拔高度1,300米，2016年人口241，八成半人口信奉羅馬天主教，人口密度每平方公里17人。

## 名稱
阿爾比嫩在1224年首次被提及為Albignun。後來，它被稱為Albinnon或法語名稱Arbignon。

## 外部連結
- Official website （德文）
- 落户边远村庄，白拿2.5万瑞郎 （页面存档备份，存于）